# ناگارکاندا
ناگارکاندا (به لاتین: Nagarkanda) یک منطقهٔ مسکونی در بنگلادش است که در ناحیه فریدپور واقع شده‌است. ناگارکاندا ۳۷۹٫۰۲ کیلومتر مربع مساحت و ۲۶۷٬۱۹۳ نفر جمعیت دارد.